# Leen Blom
Leenderd (Leen) Blom (Den Haag, 21 januari 1901 – Zoetermeer, 27 maart 1983) was een Nederlands beeldhouwer.

## Leven en werk
Leen Blom was een zoon van een Haagse meubelmaker. Hij volgde een opleiding aan de Academie van Beeldende Kunsten als leerling van Albert Termote, op wiens atelier hij ook heeft gewerkt. Hij werkte enige tijd als beeldhouwer in België, tot hij zich in 1925 weer in Den Haag vestigde. Hij was een jaar eerder getrouwd met Maria Jacoba (Marie) Dee (1898-1955).
Blom debuteerde tijdens de tentoonstelling Bloemen en beelden in april 1941 in het Zuiderpark in Den Haag. Volgens kunstcriticus Jos de Gruyter legde hij "een sobere gevoeligheid aan den dag in zijn Meisje met bloemen in 't haar", dat hij daar liet zien. In opdracht van het comité Wittenbrug maakte hij een jaar later een uitvoering van het beeld in euville, dat werd aangeboden aan de gemeente Den Haag. Hij was een van de weinige beeldhouwers die zich aansloten bij de in de oorlog opgerichte Nederlandsche Kultuurkamer. In opdracht van het nationaalsocialistisch Departement van Volksvoorlichting en Kunsten maakte hij in 1942 een borstbeeld van Michiel de Ruyter, dat werd geëxposeerd tijdens de De Ruyter-tentoonstelling in het Rijksmuseum Amsterdam.
Blom werd na de oorlog docent aan de Vrije Academie. In 1959 kregen Blom, Lotti van der Gaag en Arnold Smith de beschikking over atelierruimte in de Haagse Frederikskazerne. Hij was lid van de Haagse Kunstkring en de Pulchri Studio, waarmee hij ook exposeerde.
Leen Blom overleed in 1983, op 82-jarige leeftijd.

## Enkele werken
- Meisje met bloemen in het haar (1942), Plesmanweg, Den Haag. Stond oorspronkelijk in een plantsoen aan de Badhuisweg in Scheveningen, tegenover hotel Wittebrug.
- borstbeeld van Michiel de Ruyter (1942).
- Opstanding (1944) voor het ziekenhuis aan de Zuidwal in Den Haag.[8]
- borstbeeld (1947) van Marinus Damme, directeur-generaal van de PTT, Den Haag.
- gouden penning (1950) voor 70e verjaardag van S.J.R. de Monchy, oud-burgemeester van Den Haag.
- vier gevelreliëfs van spelende kinderen (1951) voor een school aan de Roemer Visscherstraat/Aagje Dekenlaan in Den Haag. De school is gesloopt, de reliëfs zijn in 2013 herplaatst aan het nieuwe schoolgebouw.
- reliëfportret van Willem van Oranje (1952) op een sluitsteen boven de entree van het Ministerie van Oorlog (Defensie) aan de Kalvermarkt in Den Haag.
- Water (1955) een van de vier elementen voor het dak van het gebouw voor Werktuig- en Scheepsbouwkunde, aan de Mekelweg, van de Technische Universiteit Delft. De andere elementen werden uitgevoerd door Dirk Bus (vuur), Cor van Kralingen (aarde) en Bram Roth (lucht).
- Kind met vogeltje (1955), Jacob de Graefflaan, Den Haag.
- De scheppende mens, Maassluis.

## Fotogalerij

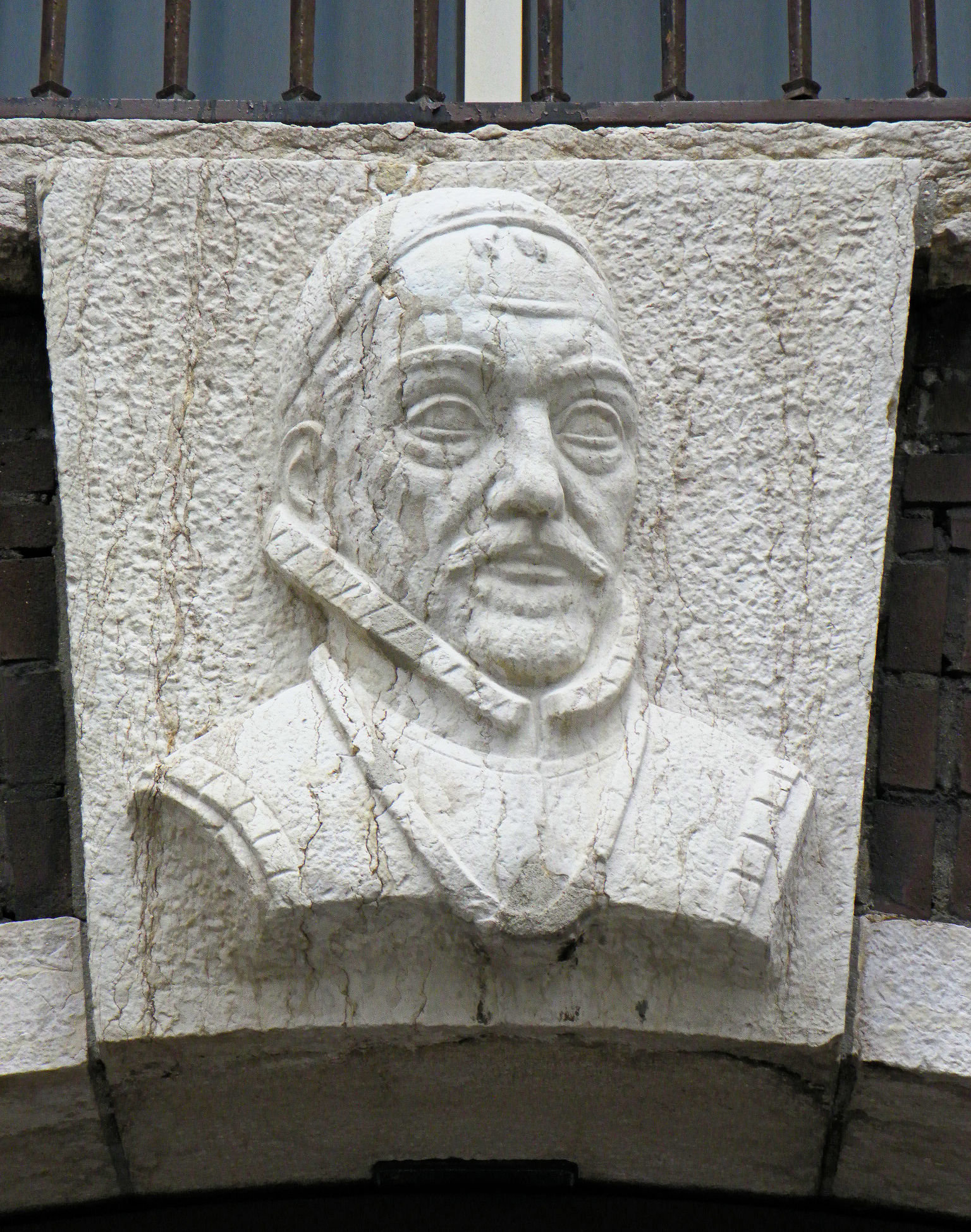
Willem van Oranje (1952)
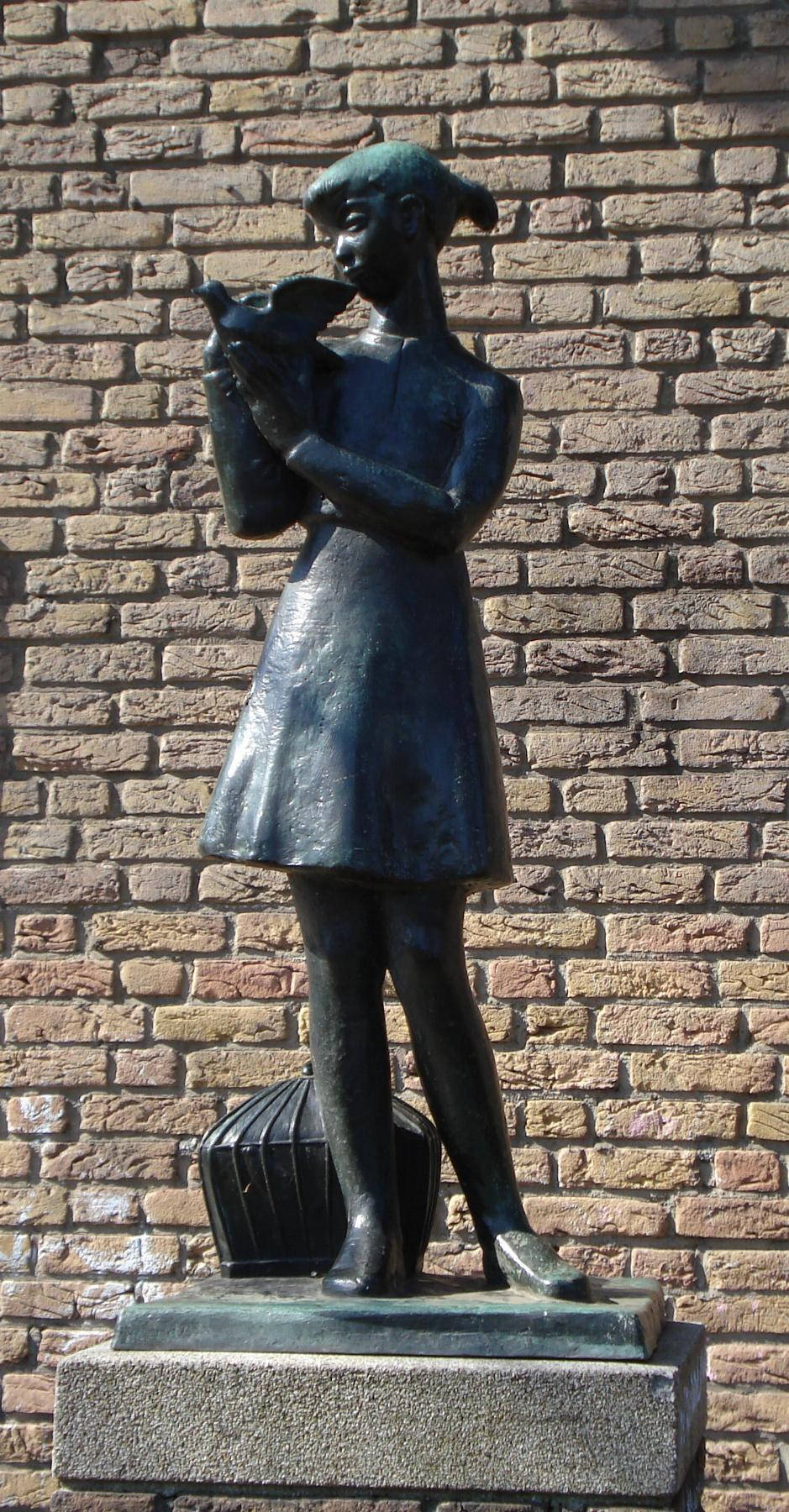
Kind met vogeltje (1955)
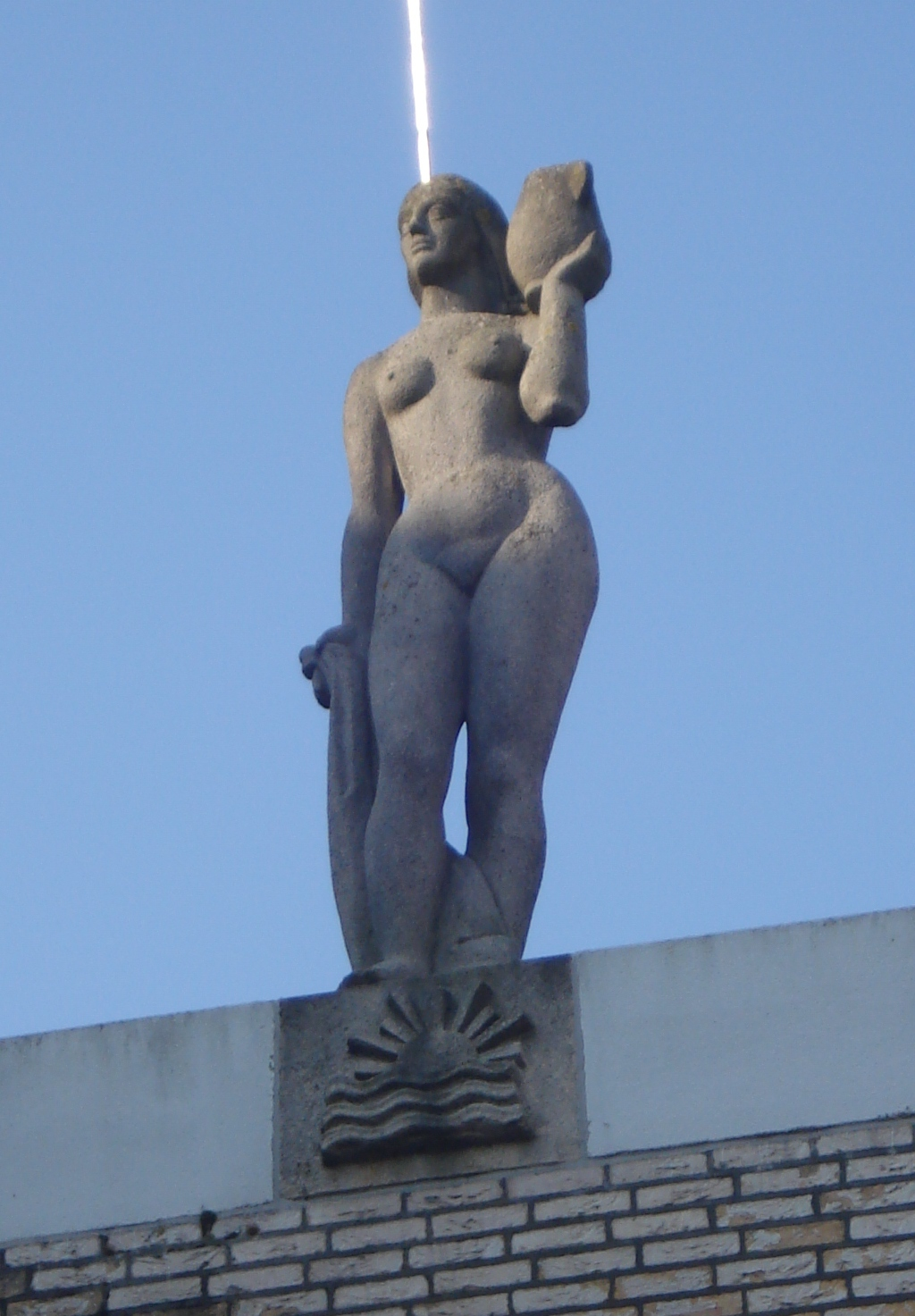
Water (1955)
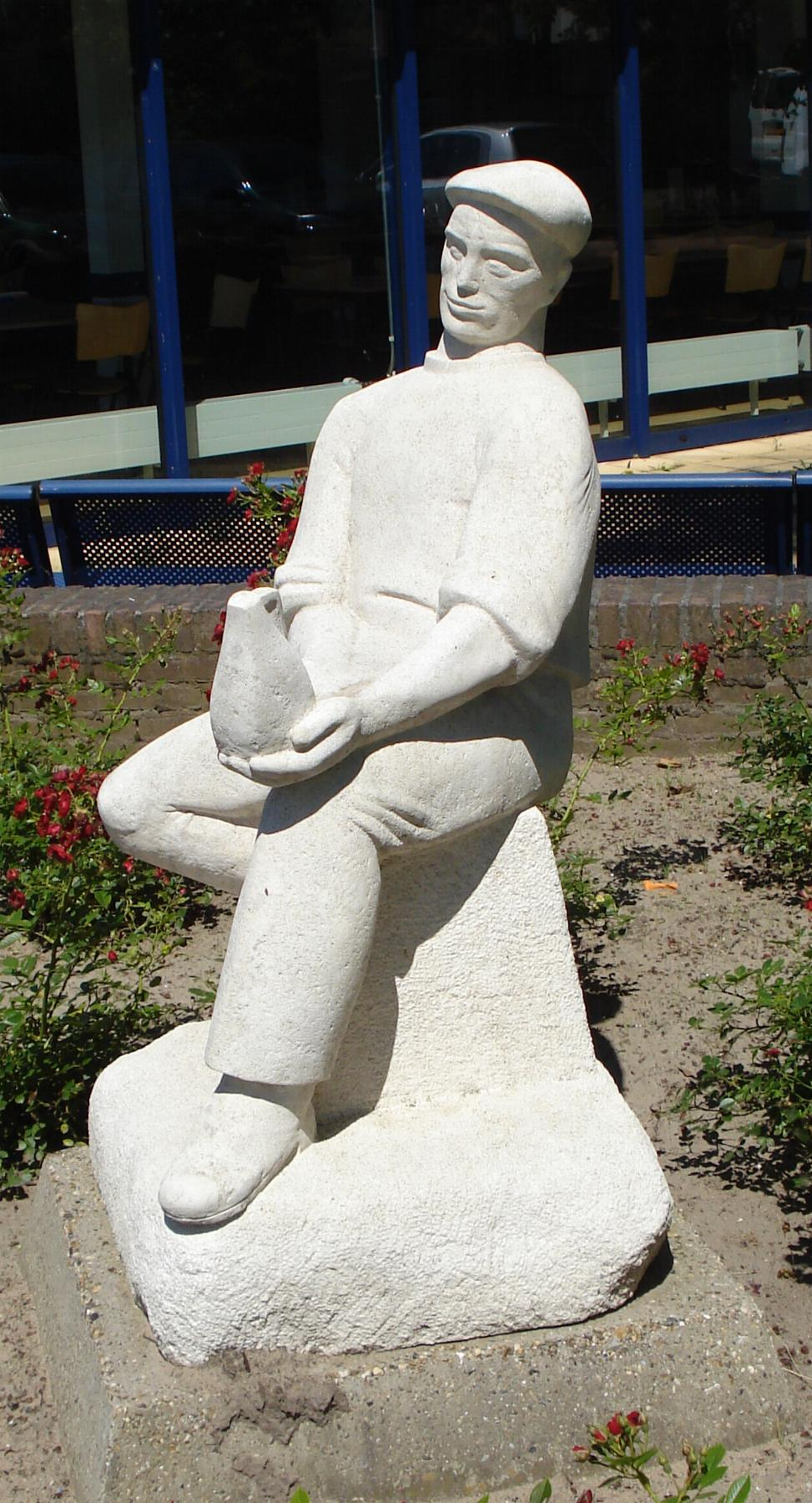
De scheppende mens

- Biografisch Portaal: 01724419
- RKD-Nederlands Instituut voor Kunstgeschiedenis: 9242